# Воинов, Иван Павлович
Иван Павлович Воинов (1776—1812) — русский фармацевт, профессор медицины Императорского Московского университета. Племянник профессора П. И. Страхова.

## Биография
Первоначально обучался на казённом содержании в университетской гимназии. В 1793 году был зачислен студентом Московского университета. Закончил два факультета университета: философский с золотой медалью (1798) и медицинский с серебряной медалью (1800).
Совершенствовал образование за границей (1801—1805). После пребывания в Гёттингенском университете был отправлен в Париж.
В 1805 году после собеседования на Совете университета, без сдачи экзаменов и предоставления диссертации получил степень доктора медицины, а в 1806 — должность экстраординарного профессора Московского университета. Читал курсы фармации и истории медицины.
В 1808 по болезни (из-за обнаружившегося у него умственного расстройства) был отправлен в отставку с ежегодной пенсией. В 1812 году остался в занятой французскими войсками Москве и пропал без вести.
В «Московских учёных известиях» (1805) помещено донесение Воинова из Парижа о его «учёных занятиях», в заглавии которого он именуется «доктором медицины и экстраординарным профессором». В Париже Воинов посещал госпитали, «ходил также на лекции». Французская медицина была охарактеризована Воиновым весьма критически по сравнению с немецкой и английской. Положительно были оценены препараты, виденные Воиновым в анатомическом кабинете при медицинской школе. Особо упомянув об успехах французских врачей в лечении душевных болезней, Воинов вместе с тем указал на большое, по его мнению, число душевнобольных в Париже. Вопрос о психически больных, как свидетельствует его донесение, вызывал у Воинова повышенный интерес. Как Воинов писал университетскому начальству, он «со временем намерен об оном написать что-нибудь особливое» и «ради новости самого предмета» хотел рассмотреть вопрос о душевных болезнях «из своей точки зрения» (высказывание это интересно в свете дальнейшей судьбы самого Воинова).
Известность получила его лекция, прочитанная «в публичном собрании Императорскаго Московскаго университета июля 2 дня 1807 года»: «Слово о главной цели народной медицины и важности оной». Она была напечатана в том же году, а более чем через столетие, в 1929 году, издана вновь. В ней Воинов утверждал, что основа народной медицины — изучение здоровья и причин возникновения заболеваний.